# Jean-Pierre Martins
Jean-Pierre Martins (Parigi, 29 ottobre 1971) è un attore e musicista francese di origini portoghesi.

## Biografia
Musicista del gruppo Silmarils fondato nel 1989 insieme a David Salsedo, Brice Montessuit, Aymeric Moneste e Jimi Daurs, inizia la sua carriera cinematografica nel film Una vita nascosta (2003), mentre il suo primo ruolo di successo fu quello di Marcel Cerdan nella pellicola La Vie en rose (2007).
Nel 2009 ha interpretato il ruolo principale di Ouessem nel film The Horde.

## Filmografia

### Cinema
- Una vita nascosta (Laisse tes mains sur mes hanches), regia di Chantal Lauby (2003)
- L'impero dei lupi (L'Empire des loups), regia di Chris Nahon (2005)
- La Vie en rose, regia di Olivier Dahan (2007)
- The Horde (La Horde), regia di Yannick Dahan e Benjamin Rocher (2009)
- Adorabili amiche (Thelma, Louise et Chantal), regia di Benoît Pétré (2010)
- Lily Sometimes, regia di Fabienne Berthaud (2010)
- Ma part du gâteau, regia di Cédric Klapisch (2011)
- Una notte (Une Nuit), regia di Philippe Lefebvre (2012)
- La cage dorée, regia di Ruben Alves (2013)
- Un beau dimanche, regia di Nicole Garcia (2013)
- Io, lui, lei e l'asino (Antoinette dans les Cévennes), regia di Caroline Vignal (2020)

### Televisione
- Baron noir – serie TV, 9 episodi (2016-2020)
- Killer Coaster – serie TV, 8 episodi (2023)

## Doppiatori italiani
- Fabio Boccanera in La Vie en rose
- Pasquale Anselmo in The Horde